# Arthur Leslie
Arthur Leslie, född 8 december 1899 i Newark, Nottinghamshire, England, Storbritannien,  död  1970 i London, England, Storbritannien, var en brittisk TV- och teaterskådespelare, mest känd för rollen som den tjurige men godhjärtade pubägaren Jack Walker i den brittiska framgångsrika såpoperan "Coronation Street". Han medverkade i serien från dess premiär 1960 fram till sin död 1970. När Leslie dog 1970 tänkte först Coronation Streets producenter att ersätta honom med en annan skådespelare, men av respekt och det faktum att tittarna tyckte att Leslie var den enda som kunde spela Jack Walker så valde de att låta Old Jack dö tillsammans med Arthur Leslie. Leslie gjorde sitt sista framträdande i serien den 20 april 1970.
Arthur Leslie uppträdde från 1928 på Englands teaterscener, och belönades med flera priser för sina många insatser i teaterbranschen. 1930-1950 hade han även en liten karriär inom filmen.